# Patrick Humke

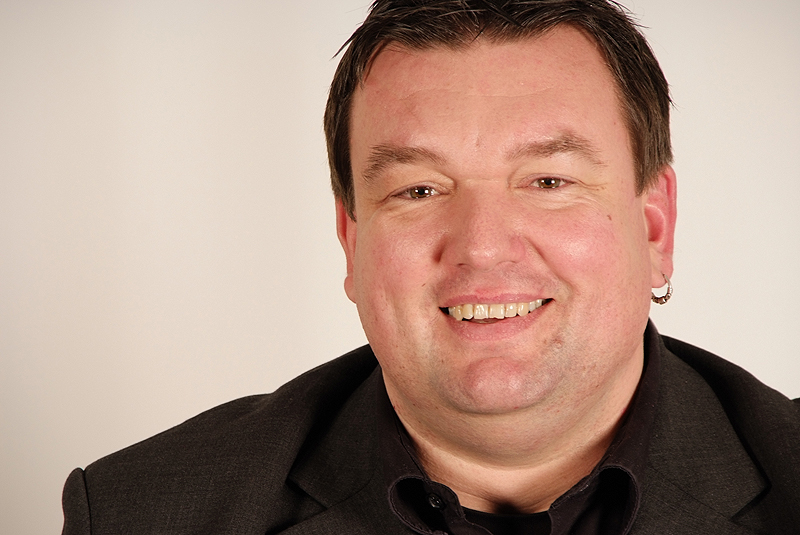
Patrick-Marc Humke-Focks (2009)

 Patrick-Marc Humke (bis Januar 2011: Humke-Focks; * 30. April 1969 in Hamburg) ist ein Politiker der Partei Die Linke. Er war von 2008 bis 2013 Abgeordneter im Niedersächsischen Landtag.

## Leben
Humke-Focks wuchs in Moordorf im ostfriesischen Landkreis Aurich auf. Nach dem Abitur 1988 an der IGS Aurich-West absolvierte er seinen Zivildienst in den Werkstätten für Behinderte in Aurich, danach machte er eine Gärtnerlehre, die er 1993 abschloss. Anschließend arbeitete er in einer Baumschule in Göttingen, danach in der Individuellen Schwerstbehindertenbetreuung. Dort war er über neun Jahre Betriebsrat und Betriebsratsvorsitzender. In dieser Zeit begann er mit seinem berufsbegleitenden Studium der Sozialarbeit und Sozialpädagogik an der HAWK in Hildesheim, das er mit einem Diplom als Sozialpädagoge abschloss. Anschließend arbeitete er in seinem Beruf. Später wurde er als Mitarbeiter für Parteientwicklung bei der Linkspartei.PDS angestellt und dann Landesgeschäftsführer der Partei.
Humke-Focks wurde bei den niedersächsischen Landtagswahlen 2008 Mitglied des Landtages und der sozial- und gesundheitspolitische Sprecher der Fraktion „Die Linke“. Er gehörte bis 2010 dem Landesvorstand der Partei an. Nach dem Verpassen der Fünf-Prozent-Hürde bei niedersächsischen Landtagswahlen 2013 schied Humke aus dem Landtag aus. Er wurde auf dem anschließenden Landesparteitag von den Delegierten wieder in den Landesvorstand gewählt, um an der Neuformierung der Partei in Niedersachsen mitzuwirken. Er behielt die inhaltlichen Zuständigkeiten für die Bereiche Soziales und Gesundheit.
Ab Oktober 2013 arbeitete Humke in seinem Beruf in einer Kinder- und Jugendhilfeeinrichtung im Landkreis Göttingen und wechselte die Arbeitsstelle im Februar 2014. Er arbeitete bis November 2017 bei den Göttinger Werkstätten als Abteilungsleiter für ambulant betreutes Wohnen. Seit Dezember 2017 ist Humke nach eigenen Angaben in dem Kinder- und Jugendheim „Das Uhlenhus“ (Standorte Göttingen, Landolfshausen und Potzwenden) in der Leitung und als pädagogischer Koordinator beschäftigt. Zum 1. April 2020 trat er eine neue Tätigkeit bei der Ostfriesischen Wohnstätten- und Beschäftigungs GmbH (OBW) als Heimleiter eines Heims für Menschen mit geistigen Beeinträchtigungen in Emden an. Seit August 2021 ist er Mitarbeiter der Stadt Emden im Fachdienst Gemeinwesen. Dort ist er mit dem Schwerpunkt Flüchtlingssozialarbeit tätig.
Humke ist Mitglied in der Deutsch-Israelischen Gesellschaft (DIG) und bei ver.di. Zudem ist er Mitglied im Verein zur Förderung antifaschistischer Kultur Göttingen und in der Roten Hilfe. Von 2016 bis 2022 war er Vorsitzender des Fußballvereins Sparta Göttingen.
2020 zog Humke nach Süd-Victorbur (Gemeinde Südbrookmerland, Landkreis Aurich). Im September 2020 wurde er im Rahmen einer Kreismitgliederversammlung DIE LINKE Kreisverband Aurich einstimmig zum stellvertretenden Kreisvorsitzenden gewählt.

## Politik
Bei der Landtagswahl in Niedersachsen 2008 zog er über die Landesliste in den Niedersächsischen Landtag ein. Er war auf den vierten Platz der Landesliste gewählt worden. In seinem Wahlkreis Göttingen-Stadt erhielt er als Direktkandidat 10,4 % der Stimmen, auf Landesebene hatte die Linke (7,1 %) erreicht. Im Wahlkampf kommentierte er die Äußerungen des hessischen Ministerpräsidenten gegenüber den Themen Ausländern und Kriminalität: „Roland Koch & Co. [seien] Wegbereiter für alte und neue Faschisten“.
Ferner setzte sich Humke-Focks gegen Hartz IV, die Privatisierung des Gesundheitswesens, für das Recht auf Mobilität, für eine bedarfssichernde Grundsicherung, für die Umsetzung der UN-Konvention für die Rechte von Menschen mit Behinderungen, für die Teilhabe aller Menschen am sozialen und kulturellen Leben und für eine flächendeckende Gesundheitsversorgung in Niedersachsen ein.
Humke war von 1996 bis 2016 Ratsherr der Stadt Göttingen und verpasste bei der letzten niedersächsischen Kommunalwahl vom 11. September 2016 seine fünfte Wiederwahl. Er arbeitete in verschiedenen außerparlamentarischen Bündnissen mit.
Gegen den Politiker liefen in der Vergangenheit zahlreiche Strafverfahren. So gab es laut Zeitungsberichten bis zum Jahre 2009 zehn Anklagen gegen Humke-Focks. Viermal wurde er bis dahin verurteilt. Zu Geldstrafen wurde er jeweils wegen der Äußerungen „Berufsschläger“ und „Idiotenbande“ zu Polizisten verurteilt.
Im Januar 2009 hob der Niedersächsische Landtag die Politische Immunität des Abgeordneten Humke-Focks wegen strafrechtlicher Ermittlungen auf. Ihm wurde vorgeworfen, im Sommer 2008 am Rande einer Demonstration gegen eine Göttinger Tabledance-Bar einen Polizisten als „Penner“ bezeichnet zu haben. Das Verfahren wurde gegen Zahlung von 1000 Euro an einen gemeinnützigen Verein eingestellt. Am 15. Juni 2011 wurde er vom Amtsgericht Hannover wegen Widerstands gegen die Staatsgewalt zu einer Geldstrafe von 40 Tagessätzen, insgesamt zu 5200 Euro Strafe verurteilt. Humke hatte 2008 während einer Demonstration einen Polizisten geschlagen.
Bei der Landtagswahl in Niedersachsen 2013 konnte die Linke die Fünf-Prozent-Hürde nicht überwinden und er schied aus dem Landtag aus. Humke wurde auf dem anschließenden Landesparteitag wieder in den Landesvorstand gewählt; seine Zuständigkeiten umfassten unter anderem die Bereiche Soziales und Gesundheit. Humke kandidierte auf dem Landesparteitag der niedersächsischen Linken 2015 nicht mehr für den Landesvorstand.
Bei der Kommunalwahl am 11. September 2016 schied Humke nach 20 Jahren aus dem Göttinger Stadtrat aus.